# Plataforma autónoma de puerto aeroespacial
Una plataforma puerto aeroespacial autónoma (ASDS, por sus siglas en inglés, Autonomous spaceport drone ship), es un plataforma marítima procednete del reacondicionamiento de una barcaza, equipado con motores para mantener una situación geoestacionaria y una base de aterrizaje flotante controlada por un robot autónomo. La construcción de tales plataformas fue encargada por la compañía aeroespacial SpaceX para permitir la recuperación de la primeras etapas de cohetes en el mar, para misiones que no llevan suficiente combustible para regresar al sitio de lanzamiento después de impulsar la nave espacial en una trayectoria orbital.
SpaceX tiene dos plataformas puerto aeroespacial operativas y tiene una tercera en construcción, a principios de 2018. Just Read the Instructions (JRtI) opera en el Pacífico para lanzamientos desde Vandenberg, aunque a finales de 2019 se trasladó a Florida para dar soporte a la numerosa cantidad de lanzamientos contratados en Cabo Cañaberal para 2020; Of Course I Still Love You (OCISLY) opera en el Atlántico para lanzamientos desde Cabo Cañaveral; A Shortfall of Gravitas (ASoG) está en construcción. Hasta el 17 de diciembre de 2019, 35 vuelos Falcon 9 han intentado aterrizar en una plataforma no tripulada, 28 de ellos tuvieron éxito.
Las plataformas puerto aeroespacial son un componente operativo clave en el objetivo de SpaceX con el fin de reducir significativamente el precio de los servicios de lanzamiento espacial a través de la «reutilización rápida y completa» y se desarrollaron como parte del programa de desarrollo de cohetes reutilizables de SpaceX. Cualquier vuelo de los cohetes Falcon que vaya a una órbita geoestacionaria o que exceda la velocidad de escape requiere aterrizar en el mar, esto abarca aproximadamente la mitad de las misiones de SpaceX.

## Historia
En 2009, el CEO de SpaceX, Elon Musk, articuló ideas para «crear un cambio de paradigma en el enfoque tradicional para reutilizar el hardware del cohete». En octubre de 2014, SpaceX anunció públicamente que habían contratado un astillero de Louisiana para construir una plataforma de aterrizaje flotante para vehículos de lanzamiento orbitales reutilizables. La información preliminar indicaba que la plataforma transportaría aproximadamente una carga de 90x50 m (300 ft × 160 ft) y sería capaz de posicionarse con precisión para que la plataforma pudiera mantener su estabilidad al momento del aterrizaje del vehículo de lanzamiento. El 22 de noviembre de 2014, Musk publicó una fotografía de la «plataforma puerto aeroespacial autónoma» junto con detalles adicionales de su construcción y tamaño.
A partir de diciembre de 2014, la primera plataforma no tripulada utilizada, la barcaza Marmac 300 del McDonough Marine Service, tenía su base en Jacksonville, Florida, en el extremo norte de la Terminal de Cruceros JAXPORT, donde SpaceX construyó un puesto para asegurar la etapa del cohete Falcon durante las operaciones posteriores al aterrizaje. El soporte consta de cuatro estructuras de pedestal de 15 000 lb (6800 kg), 107 in (270 cm) de alto y 96,25 in (244,5 cm) de ancho, atornilladas a una base de hormigón. Una grúa móvil levantó la cubierta de barco y la colocó en el soporte. Allí se realizaron tareas como retirar o doblar las patas de aterrizaje antes de colocar la cubierta en una posición horizontal para el transporte en camión.
La ubicación de ASDS para la primera prueba de aterrizaje fue en el Atlántico, aproximadamente a 200 millas (320 km) al noreste de la ubicación de lanzamiento en Cabo Cañaveral, y 165 millas (266 km) al sureste de Charleston, Carolina del Sur.

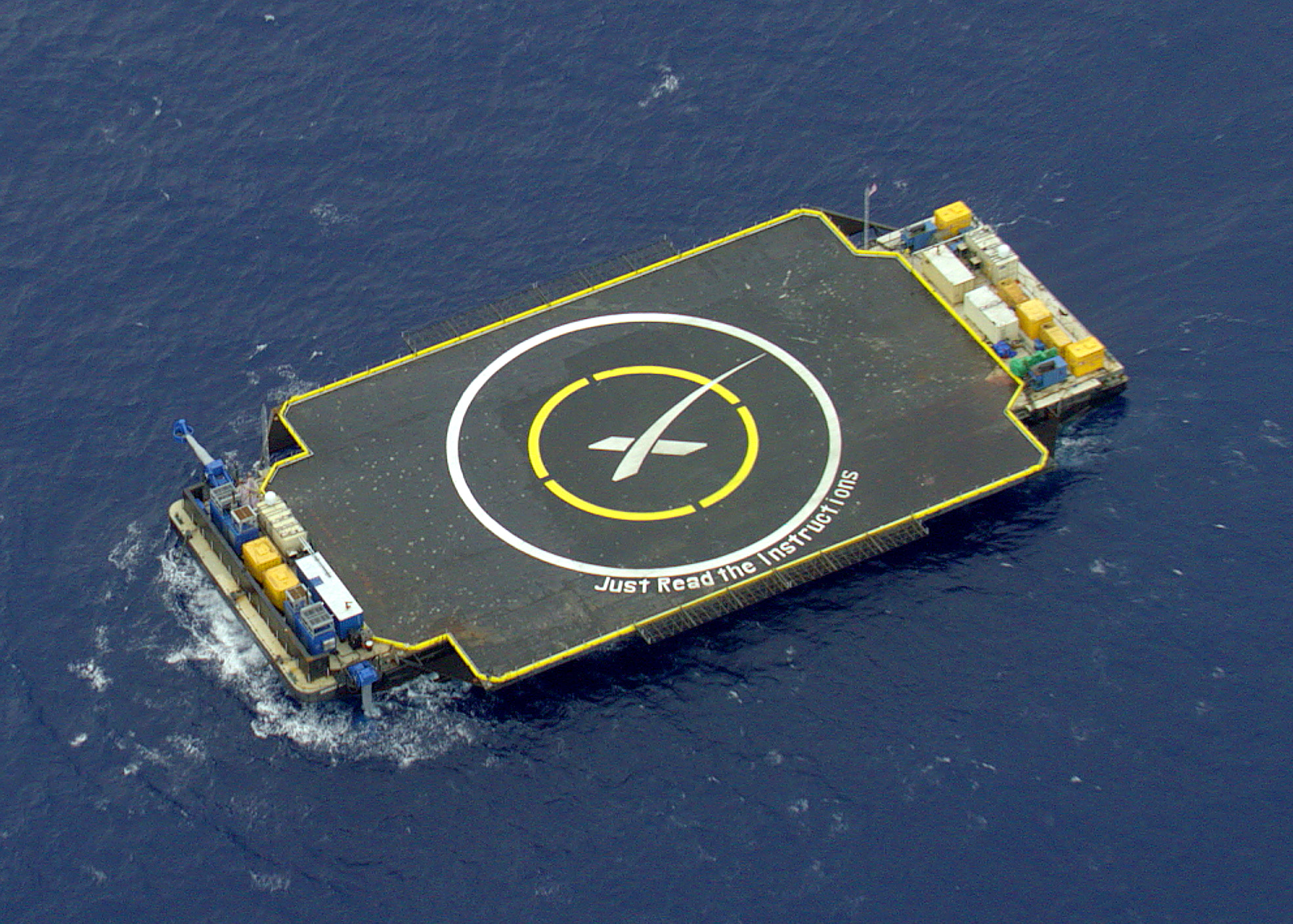
Just Read the Instructions de SpaceX, puesta en la barcaza de cubierta Marmac 300, en posición para una prueba de aterrizaje en el Falcon 9 Flight 17 en abril de 2015.

El 23 de enero de 2015, durante las reparaciones de la barcaza después de la primera prueba fallida, Musk anunció que el barco se llamaría Just Read the Instructions, con un barco gemelo planeado para los lanzamientos de la costa oeste que se llamará Of Course I Still Love You. El 29 de enero, SpaceX lanzó una foto hipotética de la nave con el nombre que ilustra cómo se vería una vez pintada. Ambas naves llevan el nombre de dos Unidades de Contacto General, naves espaciales comandadas por inteligencias artificiales autónomas, que aparecen en The Player of Games, una novela de Culto de Iain M. Banks.
El primer Just Read the Instructions se retiró en mayo de 2015 después de aproximadamente seis meses de servicio en el Atlántico, y sus funciones fueron asumidas por Of Course I Still Love You. La antigua plataforma se modificó eliminando las extensiones de ala que habían extendido la superficie de la barcaza y el equipo (propulsores, cámaras y equipo de comunicaciones) que se habían agregado para reacondicionarlo como un ASDS; estos elementos se guardaron para su futura reutilización. En 2018, SpaceX anunció planes para una cuarta barcaza, llamada A Shortfall of Gravitas.

## Plataformas activas
A principios de 2015, SpaceX arrendó dos barcazas de cubierta adicionales, Marmac 303 y Marmac 304, e inició el reacondicionamiento para construir dos plataformas adicionales con capacidad de operación autónoma, construidos en los cascos de estas barcazas Marmac.

### Of Course I Still Love You (OCISLY)

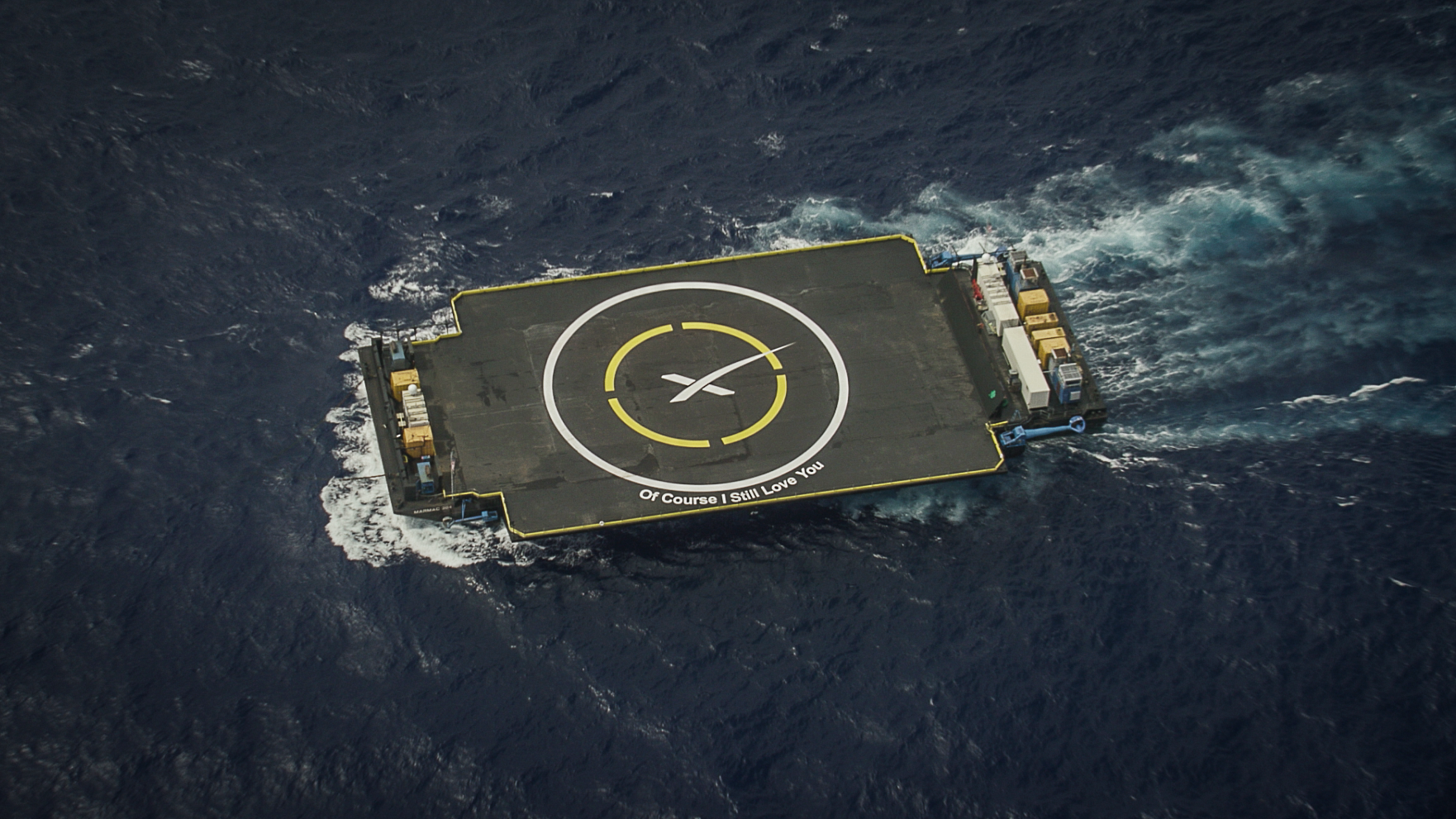
Of Course I Still Love You de SpaceX, puesta en la barcaza marítima Marmac 304

La segunda plataforma, Of Course I Still Love You, estuvo en construcción en un astillero de Louisiana desde principios de 2015 utilizando un casco diferente, Marmac 304, para dar servicio a los lanzamientos en la costa este. Fue construido como un reemplazo para el primer Just Read the Instructions y entró en servicio operativo para Falcon 9 Vuelo 19 a fines de junio de 2015. A partir de junio de 2015, su puerto de origen era Jacksonville, Florida, pero después de diciembre de 2015, fue transferido 160 millas (260 km) más al sur, en Puerto Cañaveral.
Si bien las dimensiones de la nave son casi idénticas a la primera, se realizaron varias mejoras, incluida una pared de acero de voladura erigida entre los contenedores de popa y la plataforma de aterrizaje. El barco estaba en su lugar para una prueba de aterrizaje de primera etapa en la misión CRS-7, que falló en el lanzamiento el 28 de junio de 2015.
El 8 de abril de 2016, la primera etapa, que lanzó la nave espacial Dragon CRS-8, aterrizó con éxito por primera vez en OCISLY, que también es el primer aterrizaje en una plataforma no tripulada.
En febrero de 2018, el núcleo central del Falcon Heavy, en su prueba de vuelo, explotó al impactar junto a OCISLY que dañó dos de los cuatro propulsores en el barco no tripulado. Se retiraron dos propulsores de la barcaza Marmac 303 para reparar OCISLY.

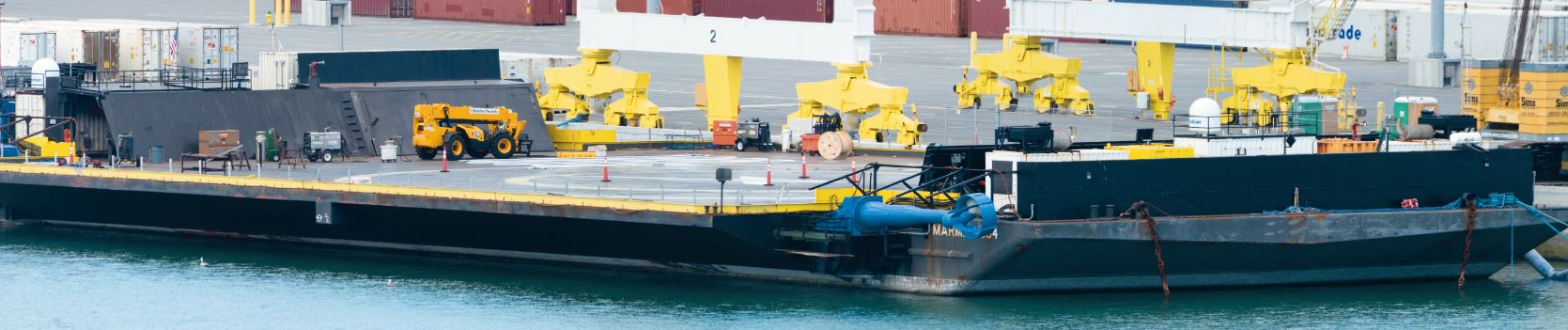
Vista lateral de OCISLY atracado en marzo de 2017

### Just Read the Instructions (JRtI)
El primero y el tercero (usando partes de la barcaza original Marmac 300 bajo el mismo título Just Read the Instructions, el original fue desechado después de la falla de aterrizaje del CRS-6), se construyó usando el casco Marmac 303. Durante 2015 en un astillero de Louisiana, y la barcaza transitó el Canal de Panamá en junio de 2015 llevando sus extensiones de ala como carga en la cubierta porque el ASDS, cuando se completa, sería demasiado ancho para pasar por el canal.
El puerto de origen del Marmac 303 era hasta agosto de 2019 en el Puerto de Los Ángeles, en el campus de negocios e investigación marina AltaSea en el puerto exterior de San Pedro. La plataforma de aterrizaje y los buques de licitación comenzaron a atracar allí en julio de 2015 antes de la construcción principal de las instalaciones de AltaSea.
SpaceX anunció que el Marmac 303 sería la segunda plataforma en ser nombrada. Just Read the Instructions en enero de 2016, poco antes de su primer uso como plataforma de aterrizaje para Falcon 9 Vuelo 21.
El 17 de enero de 2016, JRtI se utilizó por primera vez en un intento de recuperar la primera etapa del cohete Falcon 9 en la misión Jason-3 de Vandenberg. El propulsor aterrizó con éxito en la cubierta; sin embargo, un collar de bloqueo no se enganchó en una de las patas, lo que provocó que el cohete se volcara y explotara al impactar con la cubierta. El 14 de enero de 2017, SpaceX lanzó el Falcon 9 Vuelo 29 desde Vandenberg y la primera etapa aterrizó en el JRtI que se encontraba a unos 370 km (230 millas) en el Océano Pacífico, lo que lo convierte en el primer aterrizaje exitoso en una plataforma en el Pacífico.
En agosto de 2019, JRtI dejó el Puerto de Los Ángeles para ser remolcado al Golfo de México; por el Canal de Panamá. JRtI llegó a Morgan City, Louisiana, a fines de agosto y permaneció allí hasta el 1 de diciembre cuando se mudó a su nuevo puerto base en Cabo Cañaveral, donde opera su plataforma gemela OCISLY.

### En construcción
SpaceX anunció una cuarta plataforma a principios de 2018.

#### A Shortfall of Gravitas (ASoG)
Se anunció que la cuarta plataforma estaba en construcción en febrero de 2018 y su ubicación se determinaría más adelante. Llamada A Shortfall of Gravitas y, como el resto de la flota, su nombre se basa en los nombres utilizados en la serie Culture.

## Características

La "X" estilizada de SpaceX marca el centro de la plataforma de aterrizaje

Los plataformas autónomas son capaces de posicionamiento de precisión, originalmente declarado dentro de 3 metros (9,8 pies) incluso en condiciones de tormenta, utilizando información de posición GPS y cuatro propulsores azimutales a diésel. Además del modo de funcionamiento autónomo, los barcos también pueden controlarse telerobóticamente.
Los propulsores azimutales son unidades de propulsión hidráulica con unidades de potencia modulares diésel-hidráulicas fabricadas por Thrustmaster, un fabricante de equipos marinos en Texas. El cohete que regresa no solo debe aterrizar dentro de los límites de la superficie de la plataforma, sino que también debe lidiar con las olas del océano y los posibles errores de GPS.
SpaceX equipa a los barcos con una variedad de sensores y tecnología de medición para recopilar datos sobre los retornos de propulsores y los intentos de aterrizaje, incluidas las cámaras de vídeo GoPro.
En el centro de las plataformas hay un círculo que encierra la «X» estilizada de SpaceX, haciendo referencia a la popular frase «La X marca el lugar».

### Nombres
Las dos plataformas utilizadas hasta ahora, Just Read the Instructions y Of Course I Still Love You, rinden homenaje a las obras del fallecido autor de ciencia ficción, Iain M. Banks, basándose en su universo de ficción cultural, Serie La Cultura. Tanto JRtI como OCISLY son nombres de naves espaciales enormes y sensibles, que aparecieron en la novela The Player of Games. El tercer nombre que se utilizará para la cuarta plataforma será A Shortfall of Gravitas, que se extrajo de manera similar del entorno cultural de Iain M. Banks. La serie Culture tiene una mordaza sobre tener algunas naves espaciales que incluyen «Gravitas» dentro de sus nombres.

#### Just Read the Instructions(Marmac 300)
La plataforma de aterrizaje de la cubierta superior de la primera barcaza llamada Just Read the Instructions era de 52 m × 91 m (170 pies × 300 pies) mientras que el tramo de las patas de aterrizaje del Falcon 9 v1.1 eran de 60 pies (18 m). La plataforma fue retirada en 2015.

#### Of Course I Still Love You(Marmac 304)
Of Course I Still Love You fue construido como un ajuste de la barcaza Marmac 304 para aterrizajes en el Océano Atlántico. Su puerto base está en Puerto Cañaveral, Florida, desde diciembre de 2015, después de haber sido puesto durante un año en el Puerto de Jacksonville durante la mayor parte de 2015.

#### Just Read the Instructions(Marmac 303)
Just Read the Instructions, la segunda plataforma con ese nombre, fue construida como una renovación de la barcaza Marmac 303 en 2015 para usarse en el Océano Pacífico. Su puerto base estaba en el Puerto de Los Ángeles, California, de 2015 a 2019 pero en agosto de 2019 se trasladó al Golfo de México. En diciembre de 2019 se mudó a Cabo Cañaveral. 

### A Shortfall of Gravitas(en construcción)
La cuarta plataforma es A Shortfall of Gravitas, está en construcción desde principios de 2018.

## Operación

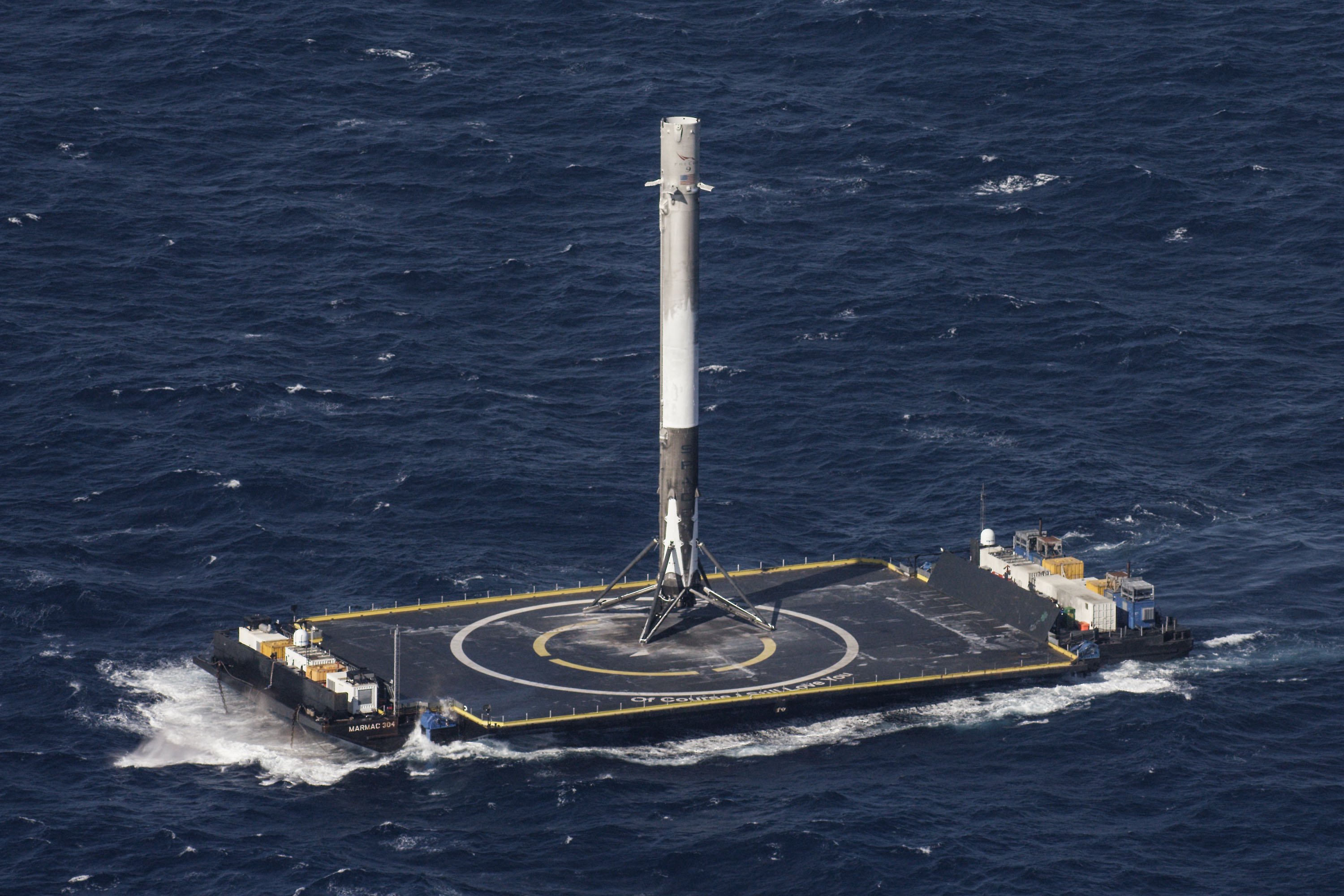
Primera etapa de Falcon 9 en su primer aterrizaje exitoso en Of Course I Still Love You en abril de 2016

Se utiliza un remolcador para llevar la plataforma a su posición oceánica, y un barco de apoyo se encuentra a cierta distancia sin tripulación. Los buques inicialmente utilizados en la costa este fueron Elsbeth III (remolcador) y GO Quest (soporte). Después del aterrizaje, los técnicos e ingenieros, generalmente, abordan la plataforma de aterrizaje y aseguran las patas de aterrizaje del cohete para bloquear el vehículo en su lugar para el transporte de regreso al puerto. La plataforma del cohete está asegurada a la cubierta del barco no tripulado con sujeciones de acero soldadas a los pies de las patas de aterrizaje. En junio de 2017, OCISLY comenzó a desplegarse con un robot que conduce debajo del cohete y se agarra a las abrazaderas de sujeción ubicadas en el exterior de la estructura del Falcon 9 después del aterrizaje. Los fanáticos llaman al robot «Optimus Prime» o «Roomba», el último de los cuales se ha convertido en un backronym para «Ajuste de equilibrio de masa y orientación, operado remotamente».

## Misiones de las plataformas
La primera prueba fue el 10 de enero de 2015 cuando SpaceX realizó una prueba de vuelo de descenso controlado para aterrizar la primera etapa del Falcon 9 Vuelo 14 en una superficie sólida después de que se utilizó para elevar una carga útil contratada hacia la órbita terrestre. SpaceX proyectó antes del primer intento de aterrizaje que la probabilidad de aterrizar con éxito en la plataforma sería del 50% o menos. Los aterrizajes pasaron de ser pruebas de aterrizaje a ser parte rutinaria de las misiones.

## Lista de aterrizajes
| N.º | Fecha | Misión                           | Resultado | Imagen |
| --- | --- | -------------------------------- | --------- | ------ |
| 1   | 10 de enero de 2015 | SpaceX CRS-5                     | Fallo     |        |
| 1   | SpaceX intentó un aterrizaje durante SpaceX CRS-5, en la plataforma Just Read the Instructions, el 10 de enero de 2015. Muchos de los objetivos de prueba se lograron, incluido el control de precisión del descenso del cohete para aterrizar en la plataforma en un punto específico en el Océano Atlántico Norte y se obtuvo una gran cantidad de datos de prueba del primer uso de control de aletas de rejilla utilizadas para un posicionamiento de reentrada más preciso. Sin embargo, el aterrizaje fue un aterrizaje duro. La transmisión por Internet de SpaceX indicó que se produjeron quemaduras de retroceso y quemaduras de reentrada para la primera etapa descendente, y que el cohete descendente se fue "por debajo del horizonte", como se esperaba, lo que eliminó la señal de telemetría en vivo. Poco después, SpaceX dio a conocer información de que el cohete llegó a la plataforma según lo planeado, pero «aterrizó con fuerza .(…) La nave en sí está bien. Algunos de los equipos de apoyo en la cubierta necesitarán ser reemplazados». |                                  |           |        |
| 2   | 11 de febrero de 2015 | DSCOVR                           | Cancelado |        |
| 2   | Just Read the Instructions fue remolcado al mar para el lanzamiento del satélite del Observatorio Climático del Espacio Profundo el 11 de febrero de 2015, pero no se usó para un intento de aterrizaje. Las condiciones oceánicas de olas altas de 7 m (23 pies) interfirieron con las tareas de recuperación de la plataforma para el aterrizaje, por lo que el barco regresó a puerto y no se realizó ninguna prueba de aterrizaje. SpaceX ejecutó un aterrizaje suave en el mar para continuar la recopilación de datos para futuros intentos de aterrizaje. El aterrizaje suave fue exitoso, Elon Musk tuiteó que aterrizó con una precisión lateral de 10 m (33 pies) de distancia del objetivo y en posición vertical. |                                  |           |        |
| 3   | 14 de abril de 2015 | SpaceX CRS-6                     | Fallo     |        |
| 3   | El 14 de abril de 2015, SpaceX hizo un segundo intento durante la misión CRS-6 para aterrizar la primera etapa de un Falcon en la plataforma Just Read the Instructions (Marmac 300). Las noticias de Elon Musk sugirieron que hubo un aterrizaje duro. Más tarde aclaró que parecía haber hecho un aterrizaje vertical en el barco, pero luego se volcó debido al excesivo impulso lateral restante. |                                  |           |        |
| 4   | 28 de junio de 2015 | SpaceX CRS-7                     | Cancelado |        |
| 4   | Para prepararse para SpaceX CRS-7 el 28 de junio de 2015, la plataforma Of Course I Still Love You fue remolcada al mar para una tercera prueba de aterrizaje. Esta fue su primera asignación operativa. Sin embargo, el cohete de lanzamiento Falcon se desintegró antes del cierre de la primera etapa, por lo que la misión nunca progresó hasta el punto en que podría ocurrir la prueba de descenso controlado. |                                  |           |        |
| 5   | 17 de enero de 2016 | Jason-3                          | Fallo     |        |
| 5   | En enero de 2016, SpaceX indicó que habría un intento de aterrizar en la nueva plataforma, reutilizando el nombre Just Read the Instructions, ubicado en la costa oeste después del lanzamiento del Falcon 9 Vuelo 21, programado para el 17 de enero de 2016. JRtI estaba ubicado a unas 200 millas (320 km) de rango descendente desde el sitio de lanzamiento en el Océano Pacífico. Musk informó que la primera etapa logró aterrizar suavemente en el barco, pero que un pestillo de bloqueo en una de las patas de aterrizaje no se enganchó y la primera etapa se cayó, causando una ruptura de los tanques de propulsor y una deflagración en el impacto con la plataforma. |                                  |           |        |
| 6   | 4 de marzo de 2016 | SES-9                            | Fallo     |        |
| 6   | Durante el lanzamiento de un pesado satélite de comunicaciones en el cohete Falcon 9 Vuelo 22 el 4 de marzo de 2016, SpaceX realizó un intento experimental de descenso y aterrizaje con márgenes muy bajos de propulsor. Por primera vez, y con el fin de reducir el propulsor requerido, SpaceX intentó el aterrizaje con tres motores. SpaceX había indicado que era poco probable que la prueba resultara en un aterrizaje y recuperación exitosos. En el caso, un motor se encendió temprano, y el cohete golpeó la superficie de la plataforma de Of Course I Still Love You con una velocidad considerable, destruyendo el cohete y causando daños a la cubierta de la plataforma. Para el 21 de marzo de 2016, la cubierta estaba casi reparada. |                                  |           |        |
| 7   | 8 de abril de 2016 | SpaceX CRS-8                     | Éxito     |        |
| 7   | La primera etapa del Falcon 9 realizó un aterrizaje exitoso en OCISLY en el Océano Atlántico frente a la costa de Florida a T+9 minutos y 10 segundos después del despegue de SpaceX CRS-8. Este fue el primer aterrizaje exitoso de una primera etapa en una plataforma autónoma de puerto aeroespacial. El cohete se colocó con éxito en la barcaza para la parte de transporte marítimo del viaje de regreso a puerto, y completó con éxito su viaje, entrando en Puerto Cañaveral temprano en la mañana del 12 de abril de 2016. |                                  |           |        |
| 8   | 6 de mayo de 2016 | JCSat-14                         | Éxito     |        |
| 8   | SpaceX aterrizó la primera etapa del Falcon 9 en OCISLY durante la misión JCSat-14 el 6 de mayo de 2016, su segunda vez aterrizó con éxito en una plataforma en el mar, y la primera vez que recuperó un propulsor de una misión de alta velocidad (GTO). |                                  |           |        |
| 9   | 27 de mayo de 2017 | Thaicom 8                        | Éxito     |        |
| 9   | SpaceX aterrizó la primera etapa de un Falcon 9 en OCISLY durante la misión Thaicom 8, su tercera vez aterrizó con éxito en una plataforma en el mar. |                                  |           |        |
| 10  | 15 de junio de 2016 | ABS-3A/Eutelsat 115 West B       | Fallo     |        |
| 10  | SpaceX no logró aterrizar la primera etapa del Falcon 9 en OCISLY durante la misión Asia Broadcast Satellite/Eutelsat. Elon Musk tuiteó que uno de los tres motores tenía poco empuje, y cuando el cohete estaba justo fuera de la cubierta, los motores se quedaron sin oxidante. |                                  |           |        |
| 11  | 14 de agosto de 2016 | JCSAT-16                         | Éxito     |        |
| 11  | El vuelo 28 de Falcon 9 impulsó el satélite de telecomunicaciones japonés JCSAT-16 a una órbita de transferencia geosíncrona el 14 de agosto de 2016. La primera etapa volvió a entrar en la atmósfera y durante la noche aterrizó verticalmente en OCISLY, ubicada en el Océano Atlántico a casi 400 millas de la Florida línea costera; A diferencia de los aterrizajes exitosos anteriores, esta quema de aterrizaje solo usó un motor, no tres. |                                  |           |        |
| 12  | 14 de enero de 2017 | Iridium NEXT-1                   | Éxito     |        |
| 12  | La primera etapa del Falcon 9 aterrizó en el Océano Pacífico en JRtI durante la misión Iridium NEXT-1. Esto marcó el primer aterrizaje exitoso en JRtI y el primer aterrizaje en el Océano Pacífico. |                                  |           |        |
| 13  | 30 de marzo de 2017 | SES-10                           | Éxito     |        |
| 13  | La primera etapa del Falcon 9 aterrizó en OCISLY durante el lanzamiento de SES-10. Este fue el primer lanzamiento y aterrizaje exitoso de un propulsor orbital previamente utilizado. |                                  |           |        |
| 14  | 23 de junio de 2017 | BulgariaSat-1                    | Éxito     |        |
| 14  | La primera etapa del Falcon 9 aterrizó en OCISLY durante el lanzamiento de BulgariaSat-1. Este fue el segundo lanzamiento y aterrizaje exitoso de un propulsor orbital previamente volado. Este fue también el primer propulsor que aterrizó en ambas naves de drones activas. Si bien el aterrizaje se consideró un éxito, el propulsor fue "golpeado lateralmente" y sufrió un "aterrizaje forzoso" que resultó en que "se utilizara la mayor parte del núcleo de aplastamiento de emergencia". |                                  |           |        |
| 15  | 25 de junio de 2017 | Iridium NEXT-2                   | Éxito     |        |
| 15  | La primera etapa del Falcon 9 aterrizó en JRtI durante el lanzamiento de Iridium. |                                  |           |        |
| 16  | 24 de agosto de 2017 | FORMOSAT-5                       | Éxito     |        |
| 16  | La primera etapa de Falcon 9 aterrizó en JRtI durante el lanzamiento de FORMOSAT-5. |                                  |           |        |
| 17  | 9 de octubre de 2017 | Iridium NEXT-3                   | Éxito     |        |
| 17  | La primera etapa del Falcon 9 aterrizó en JRtI durante el lanzamiento de Iridium. |                                  |           |        |
| 18  | 11 de octubre de 2017 | SES-11                           | Éxito     |        |
| 18  | La primera etapa del Falcon 9 aterrizó en OCISLY durante el lanzamiento de SES-11. |                                  |           |        |
| 19  | 30 de octubre de 2017 | Koreasat 5A                      | Éxito     |        |
| 19  | La primera etapa del Falcon 9 aterrizó en OCISLY durante la misión Koreasat 5A. |                                  |           |        |
| 20  | 6 de febrero de 2018 | Vuelo inaugural del Falcon Heavy | Fallo     |        |
| 20  | El 6 de febrero de 2018, el núcleo central del Falcon Heavy, en su prueba de vuelo, intentó aterrizar en OCISLY. No quedaba suficiente TEA-TEB y solo el más central de los tres motores requeridos se encendió durante la quemadura de aterrizaje. El núcleo golpeó el agua cerca del barco no tripulado a más de 300 mph y fue destruido. La explosión del núcleo central en el momento del impacto también dañó dos de los propulsores de la plataforma. Los propulsores laterales aterrizaron con éxito en las zonas de aterrizaje 1 y 2. La pérdida del núcleo central no afectó las operaciones de SpaceX ya que era de una generación anterior del Falcon 9 que no estaba destinada a ser reutilizada. |                                  |           |        |
| 21  | 6 de marzo de 2018 | Hispasat 30W-6                   | Cancelado |        |
| 21  | El 6 de marzo de 2018, un Falcon 9 Full Thrust que transportaba el satélite de comunicaciones Hispasat 30W-6 para Hispasat de España, originalmente debía intentar un aterrizaje, ya que la primera etapa estaba programada para hacerlo. Sin embargo, debido a las condiciones del mar consideradas desfavorables, el barco no tripulado se quedó en el puerto. La primera etapa realizó sus maniobras preprogramadas, pero no intentó aterrizar. |                                  |           |        |
| 22  | 18 de abril de 2018 | TESS                             | Éxito     |        |
| 22  | La primera etapa del Falcon 9 aterrizó en OCISLY durante la misión TESS y fue la decimotercera recuperación exitosa basada en una plataforma no tripulada. |                                  |           |        |
| 23  | 11 de mayo de 2018 | Bangabandhu-1                    | Éxito     |        |
| 23  | La primera etapa del Falcon 9 Block 5 aterrizó en OCISLY durante la misión Bangabandhu-1 y fue el primer vuelo de un propulsor Block 5 y la etapa superior. Fue la 25.ª recuperación general exitosa de un propulsor. |                                  |           |        |
| 24  | 22 de julio de 2018 | Telstar 19V                      | Éxito     |        |
| 24  | La primera etapa del Falcon 9 aterrizó en OCISLY durante la misión Telstar 19V. |                                  |           |        |
| 25  | 25 de julio de 2018 | Iridium 7                        | Éxito     |        |
| 25  | La primera etapa del Falcon 9 aterrizó en JRtI durante la misión Iridium 7. |                                  |           |        |
| 26  | 7 de agosto de 2018 | Merah Putih                      | Éxito     |        |
| 26  | La primera etapa de Falcon 9 aterrizó en OCISLY durante la misión Merah Putih. |                                  |           |        |
| 27  | 15 de noviembre de 2018 | Es’hail-2                        | Éxito     |        |
| 27  | La primera etapa de Falcon 9 aterrizó en OCISLY durante la misión Es'hail-2. |                                  |           |        |
| 28  | 3 de diciembre de 2019 | SSO-A                            | Éxito     |        |
| 28  | La primera etapa de Falcon 9 Block 5 aterrizó en JRtI durante la misión Spaceflight SSO-A y fue la primera vez que un booster aterrizó 3 veces. |                                  |           |        |
| 29  | 11 de enero de 2019 | Iridium 8                        | Éxito     |        |
| 29  | Falcon 9 Block 5 B1049 (primera etapa), aterrizó en JRtI durante la misión Iridium 8. |                                  |           |        |
| 30  | 22 de febrero de 2019 | Nusantara Satu/Beresheet/ S5     | Éxito     |        |
| 30  | Falcon 9 Block 5 B1048 (primera etapa), aterrizó en OCISLY durante la misión Nusantara Satu, Beresheet y S5. |                                  |           |        |
| 31  | 2 de marzo de 2019 | SpX-DM1                          | Éxito     |        |
| 31  | Falcon 9 Block 5 B1051.1 (primera etapa) aterrizó en OCISLY durante la SpX-DM1 (SpaceX Demonstration Mission 1). |                                  |           |        |
| 32  | 11 de abril de 2019 | Arabsat-6A                       | Éxito     |        |
| 32  | El núcleo central B1055.1 (primera etapa) del Falcon Heavy Block 5 aterrizó en OCISLY. Este fue el primer aterrizaje exitoso de un núcleo central utilizado en un cohete Falcon Heavy. Los propulsores laterales también aterrizaron en sus respectivas plataformas de tierra firme. Sin embargo, el equipo de recuperación no pudo asegurar el propulsor central en el barco no tripulado debido a la marea y el núcleo se perdió en el mar. |                                  |           |        |
| 33  | 4 de mayo de 2019 | SpaceX CRS-17                    | Éxito     |        |
| 33  | Falcon 9 B1056.1 (primera etapa) aterrizó en OCISLY durante la misión SpaceX CRS-17. El aterrizaje se programó originalmente para la Zona de aterrizaje 1 (Landing Zone), pero se cambió después de una explosión en una prueba de una cápsula Crew Dragon en LZ1. El lanzamiento de CRS-17 se retrasó debido a problemas con el generador en el barco no tripulado. |                                  |           |        |
| 34  | 24 de mayo de 2019 | Starlink v0.9                    | Éxito     |        |
| 34  | Falcon 9 B1049.3 (primera etapa) aterrizó en OCISLY durante la misión Starlink para lanzar 60 satélites. |                                  |           |        |
| 35  | 25 de junio de 2019 | Space Test Program Flight 2      | Fallo     |        |
| 35  | El núcleo central Falcon Heavy de la misión STP-2 no pudo aterrizar en el OCISLY debido a la falta de control gracias a una falla con el control de vectorización de empuje en el motor central; los núcleos laterales aterrizaron exitosamente en tierra firme. |                                  |           |        |
| 36  | 11 de noviembre de 2019 | Starlink F1 v1.0                 | Éxito     |        |
| 36  | Falcon 9 B1048.4 (primera etapa) aterrizó en OCISLY durante la segunda misión de Starlink de lotes grandes para lanzar 60 satélites. Esta fue la primera vez que un propulsor Falcon 9 realizó un cuarto vuelo y aterrizó. |                                  |           |        |
| 37  | 5 de diciembre de 2019 | SpaceX CRS-19                    | Éxito     |        |
| 37  | Falcon 9 B1059.1 (primera etapa) aterrizó con éxito en OCISLY después del lanzamiento de la misión de reabastecimiento comercial SpaceX CRS-19. Fue el primer vuelo y aterrizaje para este propulsor. |                                  |           |        |
| 38  | 17 de diciembre de 2019 | JCSAT-18/KACIFIC-1               | Éxito     |        |
| 38  | La primera etapa B1056.3 de Falcon 9 aterrizó con éxito en OCISLY luego del lanzamiento del satélite de comunicaciones Kacific-1/JCSAT-18. Fue el tercer vuelo y aterrizaje para este propulsor. |                                  |           |        |
| 39  | 7 de enero de 2020 | Starlink L2                      | Éxito     |        |
| 39  | La primera etapa B1049.4 de Falcon 9 aterrizó con éxito en OCISLY después del lanzamiento de Starlink L2, que era el tercer lote grande de satélites Starlink. |                                  |           |        |
| 40  | 29 de enero de 2020 | Starlink L3                      | Éxito     |        |
| 40  | La primera etapa B1051.3 de Falcon 9 aterrizó con éxito por tercera vez en OCISLY después del lanzamiento de Starlink L3, que fue el cuarto lote de 60 satélites Starlink lanzados desde el Space Launch Complex 40 en la Estación de la Fuerza Aérea de Cabo Cañaveral en Florida. |                                  |           |        |
| 41  | 17 de enero de 2020 | Starlink L4                      | Fallo     |        |
| 41  | La primera etapa del Falcon 9 B1056.4 realizó un aterrizaje en el agua luego del lanzamiento de Starlink L4, que fue el quinto lote de 60 satélites Starlink. El refuerzo de la primera etapa no pudo aterrizar en el barco no tripulado, lo que lo convirtió en el primer fallo de aterrizaje del refuerzo probado de vuelo. |                                  |           |        |
| 42  | 18 de marzo de 2020 | Starlink L5                      | Fallo     |        |
| 42  | La primera etapa B1048.5 del Falcon 9 no pudo aterrizar en la plataforma OCISLY después de su quinto lanzamiento. |                                  |           |        |
| 43  | 22 de abril de 2020 | Starlink L6                      | Éxito     |        |
| 43  | La primera etapa B1051.4 de Falcon 9 Block 5 realizó un aterrizaje exitoso, luego de completar la misión de carga del lote 6 de satélites Starlink. |                                  |           |        |
| 44  | 30 de mayo de 2020 | Crew Dragon Demo-2               | Éxito     |        |
| 44  | La primera etapa B1058 del Falcon 9 aterrizó con éxito en OCISLY. |                                  |           |        |
| 45  | 3 de junio de 2020 | Starlink L7                      | Éxito     |        |
| 45  | La primera etapa B1049.5 del Falcon 9 aterrizó con éxito en JRtI después del lanzamiento de Starlink L7. Es la segunda vez que una etapa de Falcon ha podido volar cinco veces. |                                  |           |        |
| 46  | 13 de junio de 2020 | Starlink L8                      | Éxito     |        |
| 46  | La primera etapa B1059.3 del Falcon 9 aterrizó con éxito en OCISLY. Fue el tercer vuelo y aterrizaje de este propulsor. |                                  |           |        |
| 47  | 30 de junio de 2020 | GPS III SV03                     | Éxito     |        |
| 47  | La primera etapa B1060.1 del Falcon 9 aterrizó con éxito en JRTI. |                                  |           |        |
| 48  | 20 de julio de 2020 | ANASIS-II                        | Éxito     |        |
| 48  | La primra etapa B1058.2 del Falcon 9, ya usada en la misión Crew Dragon Demo 2 , aterrizó con éxito en JRTIL. |                                  |           |        |
| 49  | 7 de agosto de 2020 | Starlink L9                      | Éxito     |        |
| 49  | La primera etapa B1051.5 del Falcon 9 aterrizó con éxito en OCISLY. Esta es la tercera vez que un propulsor Falcon pudo volar cinco veces. |                                  |           |        |
| 50  | 18 de agosto de 2020 | Starlink L10                     | Éxito     |        |
| 50  | La primera etapa B1049.6 del Falcon 9 aterrizó con éxito en OCISLY. Esta es la primera vez que un propulsor Falcon ha podido volar seis veces. |                                  |           |        |
| 51  | 3 de septiembre de 2020 | Starlink L11                     | Éxito     |        |
| 51  | La primera etapa B1060.2 del Falcon 9 aterrizó con éxito en OCISLY. |                                  |           |        |
| 52  | 6 de octubre de 2020 | Starlink L12                     | Éxito     |        |
| 52  | La primera etapa B1058.3 del Falcon 9 aterrizó con éxito en OCISLY. |                                  |           |        |
| 53  | 18 de octubre de 2020 | Starlink L13                     | Éxito     |        |
| 53  | La primera etapa B1051.6 del Falcon 9 aterrizó con éxito en OCISLY. |                                  |           |        |
| 54  | 24 de octubre de 2020 | Starlink L14                     | Éxito     |        |
| 54  | La primera etapa B1060.3 del Falcon 9 aterrizó con éxito en JRTI. |                                  |           |        |
| 55  | 5 de noviembre de 2020 | GPS III SV04                     | Éxito     |        |
| 55  | La primera etapa B1062.1 del Falcon 9 aterrizó con éxito en OCISLY. |                                  |           |        |
| 56  | 15 de noviembre de 2020 | SpaceX Crew-1                    | Éxito     |        |
| 56  | La primera etapa B1061.1 del Falcon 9 aterrizó con éxito en JRTI. |                                  |           |        |
| 57  | 25 de noviembre de 2020 | Starlink L15                     | Éxito     |        |
| 57  | La primera etapa B1049.7 del Falcon 9 aterrizó con éxito en OCISLY. Es la primera vez que una etapa se usa 7 veces. |                                  |           |        |
| 58  | 6 de diciembre de 2020 | SpaceX CRS-21                    | Éxito     |        |
| 58  | La primera etapa B1058.4 del Falcon 9 aterrizó con éxito en OCISLY. |                                  |           |        |
| 59  | 13 de diciembre de 2020 | Sirius SXM-7                     | Éxito     |        |
| 59  | La primera etapa B1051.7 del Falcon 9 aterrizó con éxito en JRTI. Es la segunda vez que una etapa se usa 7 veces. |                                  |           |        |
| 60  | 6 de enero de 2021 | Türksat 5A                       | Éxito     |        |
| 60  | La primera etapa B1060.4 del Falcon 9 aterrizó con éxito en JRTI. |                                  |           |        |
| 61  | 20 de enero de 2021 | Starlink L16                     | Éxito     |        |
| 61  | La primera etapa B1051.8 de Falcon 9 aterrizó con éxito en JRTI. |                                  |           |        |
| 62  | 24 de enero de 2021 | Transporter-1                    | Éxito     |        |
| 62  | La primera etapa B1058.5 de Falcon 9 aterrizó con éxito en OCISLY. |                                  |           |        |
| 63  | 4 de febrero de 2021 | Starlink L18                     | Éxito     |        |
| 63  | La primera etapa B1060.5 de Falcon 9 aterrizó con éxito en OCISLY. |                                  |           |        |
| 64  | 16 de febrero de 2021 | Starlink L19                     | Fallo     |        |
| 64  | La primera etapa B1059.6 de Falcon 9 no pudo aterrizar OCISLY. La causa aún no se ha publicado. |                                  |           |        |